# 西曲铵
西曲铵（英语：Cetrimonium）或十六烷基三甲基铵是是一种季铵盐，其盐用作防腐剂：
- 西曲溴铵（十六烷基三甲基溴化铵）
- 西曲氯铵（十六烷基三甲基氯化铵）

它们的ATC代码为D08AJ02（用作皮肤防腐剂）和R02AA17（用作咽喉防腐剂）
其它形式的盐：
- 十六烷基三甲基氢氧化铵
- 十六烷基三甲基硝酸铵
- 十六烷基三甲基对甲苯磺酸铵

|  | 这个同类索引页列出了具有相同或相似标题的化学条目。 除非您是有意链接至本页，否则应将相应条目的内部链接指向正确的条目。 |